# Nachtragsbericht
Der Nachtragsbericht  (gem. § 289 Abs. 2 Nr. 1 HGB) war ein sog. freiwilliger Bestandteil des Lageberichts, welcher bei mittelgroßen und großen Kapitalgesellschaften neben dem Jahresabschluss mit Bilanz, Gewinn- und Verlustrechnung und Anhang Bestandteil der Berichtspflichten laut Handelsgesetzbuch (HGB) zu erbringen war. Seit dem BilRuG sind gemäß § 285 Nr. 33 HGB besondere Vorfälle nach Abschluss des Geschäftsjahres im Anhang anzugeben.
Hierunter fallen Vorgänge von besonderer Bedeutung nach dem Abschlussstichtag. Dies sind positive sowie negative Sachverhalte, die nach dem Bilanzstichtag eingetreten sind, wie etwa regionale Markteinbrüche oder Marktausweitungen, gesetzliche Auflagen wie Veränderungen des Konzernbereichs.
Gemäß § 289 Abs. 2 Nr. 1, § 315 Abs. 2 Nr. 1 HGB sind die Auswirkungen auf die Ertrags-/Vermögens- und Finanzlage zu überprüfen. Insbesondere für die Anteilseigner sind diese Informationen wichtig, denn dadurch wird die notwendige Transparenz geschaffen, im Rahmen der Gesellschafterversammlung bzw. Hauptversammlung zu votieren. Dies betrifft im Wesentlichen die Entlastung der Unternehmensleitung, die Feststellung beziehungsweise Billigung des Jahres- bzw. Konzernabschlusses sowie die Gewinnverwendung.